# 跳跳堂
跳跳堂（kongkong online，세계로 오신것을 환영합니다），是由韩国Mega Enterprise公司开发的免费竞速休闲类网络游戏，在中国大陆原定由盛大互动娱乐有限公司代理，但后来搁浅，疑与游戏开发商产生纠纷。
如今，跳跳堂的第二季仅仅只能在韩国玩家开放。

## 玩法
- 游戏等级

一级到十二级为菜鸟
十三级到二十四级为高手
二十五级到三十六级为专家
三十七级到四十八级为精英
四十九级到六十级为大师 
- 游戏模式

游戏分为道具赛，竞速赛和经典赛。
在道具赛中可以通过踩到有感叹号的地砖，随机获得各种道具，来攻击和防御敌人。
经典赛中，不会出现有“感叹号”的地砖，但是在这里您可以通过踩踏加速标示来获得加速靴道具。
竞速赛中，踩到有感叹号的地砖将只能获得加速靴以及减速靴，而无法获得其他道具。

## 游戏道具
加速鞋　使用时，一段时间内速度增加。
反射镜　使用这个道具将使特定攻击反弹到攻击者身上。
隐形罩　使用此道具，在一段时间变成透明状态，其他玩家无法看到。
青蛙　改变对方方向键的方向，一段时间内方向相反。
蜘蛛弹　在一定距离内编织蜘蛛网，粘到蜘蛛网的玩家一段时间不能移动。
减速器　只飞到排在第一位角色那里，减少其前进速度。
粑粑弹　可以让对方游戏画面被粘上粑粑块，影响其前进视线。
棒球棍　对方被挨打以后会出现暂时无法行动，在原地打转。
大铁锤　对方在挨打以后会暂时变成易拉罐，大大影响其正常前进速度。

## 游戏地图
游戏的地图能够分为冒险王国，宇宙大冒险，玩具世界，童话王国等几类，并且每类都含有四至六个地图可以选择。
游戏地图的难度分为五大类，从一个炸弹难度到五个炸弹难度不等，多数在四个炸弹难度以下。